# Diocese de Chilpancingo-Chilapa
A Diocese de Chilpancingo-Chilapa (em latim: Dioecesis Chilpancingensis-Chilapensis) é uma diocese da Igreja Católica localizada no município de Chilpancingo de los Bravo, no estado de Guerrero, pertencente a Arquidiocese de Acapulco no México. Foi fundada em 16 de março de 1863 pelo Papa Pio IX. Com uma população católica de 1.047.823 habitantes, sendo 59,5% da população total, possui 98 paróquias com dados de 2021.

## História
Em 16 de março de 1863 o Papa Pio IX cria a Diocese de Chilapa através dos territórios da Arquidiocese de Michoacán, Arquidiocese da Cidade do México e da Diocese de Tlaxcala. Em 1958 a Diocese de Chilapa perde território para a criação da Diocese de Acapulco. Em 1964 a Diocese de Chilapa, juntamente com a Diocese de Acapulco, Diocese de Toluca e a Diocese de Tacámbaro perdem territórios para a formação da Diocese de Ciudad Altamirano. Em 1964 perde território para a Diocese de Toluca. Em 1983 a Diocese de Chilapa tem sua província eclesiástica alterada, passando da Cidade do México para Acapulco. Em 1989 a Diocese de Chilapa tem seu nome alterado para Diocese de Chilpancingo-Chilapa. Em 1992 perde território para a formação da Diocese de Tlapa.

## Lista de bispos
A seguir uma lista de bispos desde a criação da diocese em 1863.
|                                | Nome                                    | Período                        | Notas                               |
| Bispos de Chilpancingo-Chilapa | Bispos de Chilpancingo-Chilapa          | Bispos de Chilpancingo-Chilapa | Bispos de Chilpancingo-Chilapa      |
| ------------------------------ | --------------------------------------- | ------------------------------ | ----------------------------------- |
| 4º                             | José de Jesús González Hernández, O.F.M | 2022 - atual                   |                                     |
| 3º                             | Salvador Rangel Mendoza, O.F.M          | 2015 - 2022                    |                                     |
| 2º                             | Alejo Zavala Castro                     | 2005 - 2015                    |                                     |
| 1º                             | Efrén Ramos Salazar                     | 1990 - 2005                    | Faleceu no cargo                    |
| Bispos de Chilapa              |                                         |                                |                                     |
| 11º                            | José María Hernández González           | 1983 - 1989                    | Nomeado bispo de Nezahualcóyotl     |
| 10º                            | Fidel Cortés Pérez                      | 1958 - 1982                    | Faleceu no cargo                    |
| 9º                             | Alfonso Tóriz Cobián                    | 1956 - 1958                    | Nomeado bispo de Querétaro          |
| 8º                             | Leopoldo Díaz y Escudero                | 1929 - 1955                    | Faleceu no cargo                    |
| 7º                             | José Guadalupe Ortíz y López            | 1923 - 1926                    | Nomeado bispo auxiliar de Monterrey |
| 6º                             | Francisco Maria Campos y Angeles        | 1907 - 1923                    |                                     |
| 5º                             | José Homobono Anaya y Gutiérrez         | 1902 - 1906                    |                                     |
| 4º                             | José Ramón Ibarra y González            | 1889 - 1902                    | Nomeado bispo de Tlaxcala           |
| 3º                             | Buenaventura del Purísimo y Tejeda      | 1882 - 1889                    | Nomeado bispo de Zacatecas          |
| 2º                             | Tomás Barón y Morales                   | 1876 - 1882                    | Nomeado bispo de León               |
| 1º                             | Ambrosia María Serrano y Rodriguez      | 1863 - 1875                    |                                     |
| Bispo coadjutor de Chilapa     |                                         |                                |                                     |
| 1º                             | Alfonso Tóriz Cobián                    | 1954 - 1956                    | Nomeado bispo dessa diocese         |